# Beware of Darkness (Spock's Beard)
Beware of Darkness è il secondo album del gruppo neoprogressive statunitense Spock's Beard. Fu il primo album realizzato fin dall'inizio con il tastierista Ryo Okumoto, che nel precedente The Light era subentrato solo in fase di incisione. La title track Beware of Darkness è una rielaborazione in chiave progressive di un brano di George Harrison, dall'album All Things Must Pass.

## Tracce
1. Beware of Darkness – 5:41 (George Harrison) – originariamente interpretata da George Harrison
2. Thoughts – 7:10
3. The Doorway – 11:27
4. Chatauqua – 2:49
5. Walking on the Wind – 9:06
6. Waste Away – 5:26
7. Time Has Come – 16:33

## Formazione
- Neal Morse - voce, pianoforte, sintetizzatori, chitarra acustica
- Alan Morse - chitarra elettrica, violoncello, voce
- Dave Meros - basso
- Ryo Okumoto - organo Hammond, mellotron
- Nick D'Virgilio - batteria, percussioni, voce